# Podophyllum
Podophyllum is een geslacht van zes soorten overblijvende kruiden uit de berberisfamilie.
De planten komen van nature voor in Oost-Azië (vijf soorten) en oostelijk Noord-Amerika (één soort: Podophyllum peltatum). Het zijn bosplanten, die vaak in kluiten groeien en uit een enkele wortel ontsprongen zijn.
De stengels zijn een 30-40 cm hoog. De handvormig gelobde paraplu-achtige bladeren zijn 20-40 cm in doorsnede en bestaan uit drie tot negen diep ingesneden lobben.
De planten produceren verschillende stengels vanuit een wortelstok. Sommige stengels dragen een enkel blad en produceren geen bloemen of vruchten, terwijl bloeiende stengels een paar of meer bladeren hebben met één tot acht bloemen in de oksels van de apicale bladeren.
De bloemen zijn geel, wit of rood, 2-6 cm groot en bestaan uit zes tot negen kroonbladen. De volwassen 2-5 cm lange vruchten zijn groen, geel of rood.
Met uitzondering van de vruchten zijn alle delen van de plant giftig.
En zelfs de minder giftige vruchten kunnen indigestie veroorzaken.
De stof podofyllotoxine wordt gebruikt tegen genitale wratten; afgeleide stoffen als etoposide worden gebruikt als chemotherapie. Vroeger werd het ook als braakmiddel gebruikt. Ze worden ook vanwege hun aantrekkelijke bloemen en bladeren gekweekt.
Soorten
- Podophyllum aurantiocaule - Zuidwest-China (Yunnan)
- Podophyllum delavayi - Zuidwest-China
- Podophyllum hexandrum - West-China, Himalaya
- Podophyllum peltatum - Noordoost-Amerika
- Podophyllum pleianthum - Centraal- en Zuidoost-China
- Podophyllum versipelle - China, Tibet

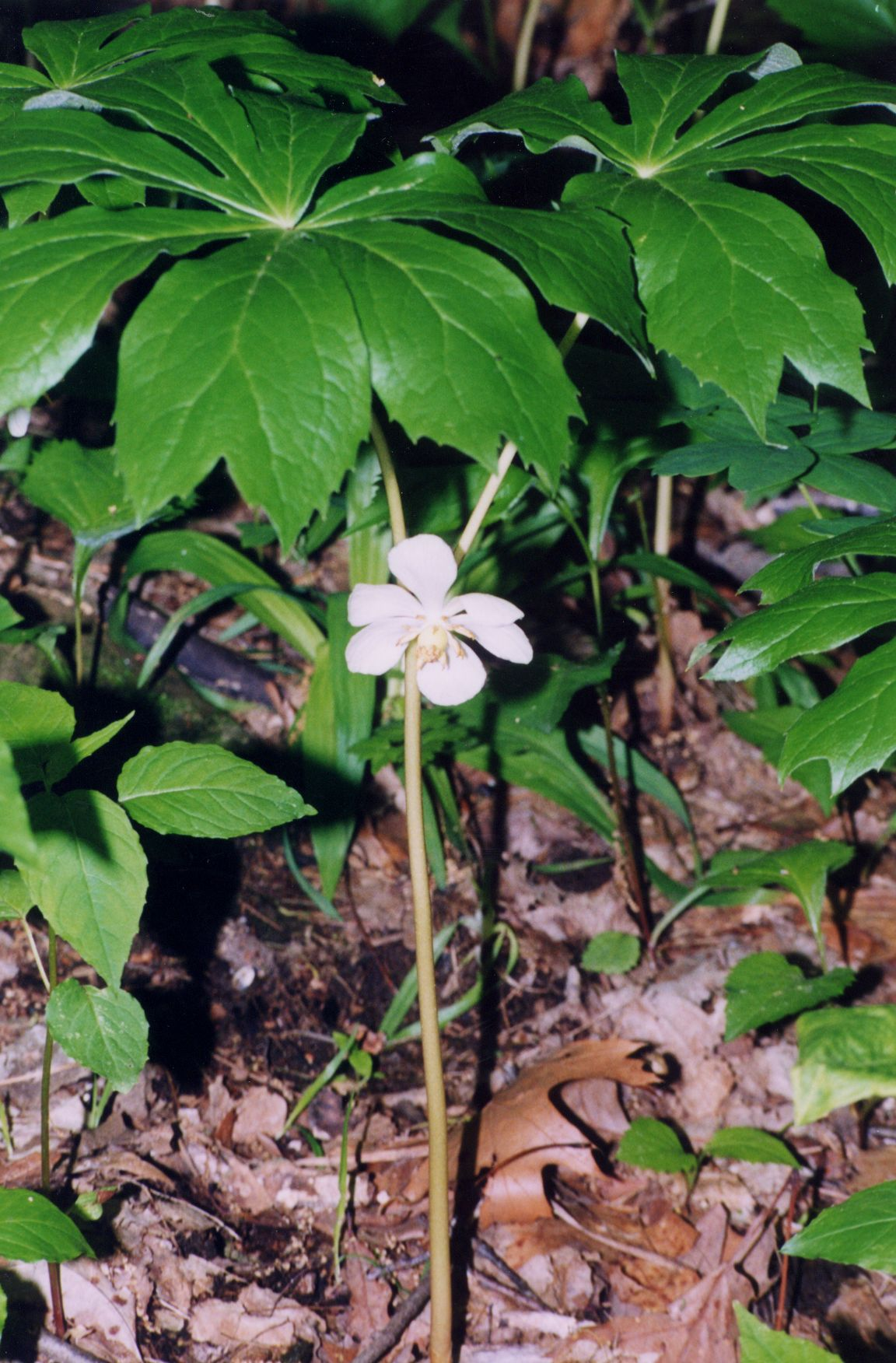
Podophyllum peltatum

... · 
Berberis · 
Epimedium · 
Gymnospermium · 
Mahonia · 
Nandina · 
Podophyllum · 
...